# Jorge Fernández Díaz (escritor)
Jorge Fernández Díaz (Buenos Aires, 8 de julio de 1960) es un periodista y escritor argentino. En sus libros se mezcla el periodismo con la literatura. Alterna en sus relatos temas emocionales y cotidianos de gente común y corriente, con historias épicas de héroes contradictorios. También se ha destacado como escritor de novela policial. En los últimos años ha desarrollado también su impronta de escritor político, tanto en sus novelas de ficción policíaca como en sus artículos ensayísticos. Ha escrito diez novelas, numerosos cuentos, crónicas, críticas, ensayos y artículos. Sus obras literarias han sido publicadas en toda Iberoamérica; y han sido traducidas al francés, al italiano, al portugués, al polaco o al turco.

## Biografía

### Comienzos
Nació en el barrio porteño de Palermo. Es hijo de españoles de Asturias que emigraron a Argentina. Escribe ficciones desde 1972 y es periodista profesional desde 1981, cuando creó Retruco. Desarrolla sus dos vocaciones de un modo paralelo.

### Trayectoria periodística
Fue redactor especial y cronista policial de La Razón, en épocas del editor Jacobo Timerman. Se mudó luego a la Patagonia, donde fue jefe de redacción de El Diario del Neuquén.
A su regreso a Buenos Aires, asumió la jefatura de Política de El Cronista y, más tarde, fue subdirector de las revistas Somos y Gente. Fue también subdirector y miembro del grupo fundador del diario Perfil. Asimismo, fue director de la revista Noticias, y del suplemento semanal adnCultura.
En 1991, escribió y publicó El hombre que se inventó a sí mismo, la biografía no autorizada del periodista Bernardo Neustadt.
Es columnista del diario La Nación y conduce el programa Pensándolo Bien por Radio Mitre. Con este programa de radio ganó el Martín Fierro al Mejor Programa Nocturno en dos oportunidades: 2016 y 2019. Y también el Martín Fierro al Mejor Analista Político en 2024.
Durante cinco años consecutivos (2018, 2019, 2020, 2021 y 2022) Jorge Fernández Díaz resultó uno de los cinco periodistas más respetados de la Argentina, según encuestas entre líderes y formadores de opinión realizadas por la consultora Poliarquía.
Desde marzo de 2020 publica, todos los martes y bajo el acápite “Escrito en la Argentina”, un artículo en Zendalibros, sitio cultural de Iberoamérica que dirige Arturo Pérez-Reverte.
También es columnista del suplemento cultural del diario ABC de España. En 2025 recibió el Premio Mariano de Cavia.

### Trayectoria como escritor
En 1985 Fernández Díaz publicó por entregas, y luego en un volumen corregido y aumentado, la novela negra El asesinato del wing izquierdo (1985) y Secuestros SRL, Cagatintas y otros relatos duros.
En esa misma editorial publicó durante 1997 El dilema de los próceres, una novela de misterios y peripecias sobre el ser argentino, que protagonizaban Sherlock Holmes y Borges.
En 2002 entrevistó durante cincuenta horas a su madre asturiana y con ese material escribió Mamá, una crónica íntima y novelada. Por este trabajo recibió la Medalla de la Hispanidad, premio que le entregaron las comunidades españolas y el gobierno de España.
En los siguientes años publicó la novela Fernández (2006),  el volumen de relatos Corazones desatados (2007) y La segunda vida de las flores (2009). Esta última novela lleva cinco ediciones en la Argentina.
En 2010 publicó La hermandad del honor, libro de crónicas sobre héroes desconocidos, que está escrito con un particular estilo cinematográfico. Recibió una condecoración de España por real resolución del rey Juan Carlos I de España en reconocimiento a sus aportes a la cultura.
Publicó en Argentina y en España Las mujeres más solas del mundo en 2012. Es un libro de relatos que cruza periodismo y literatura.
A fines de 2014 publicó El puñal, una novela centrada en un espía llamado Remil, que se encarga de arreglar asuntos para políticos. El primer y segundo borrador de esta novela fue leído y revisado por Arturo Pérez-Reverte, que ha sido amigo y mentor durante veinte años de Fernández Díaz. La novela, que fue traducida al francés como Le Gardien de la Joconde, fue finalista del Gran premio de la literatura policíaca y del Gran Premio Literario Violenta Negra del Festival de Toulouse en 2019.
A comienzo de 2016 publicó Te amaré locamente, un libro de cuentos sobre las relaciones amorosas en los tiempos actuales.
Un año después, Fernández Díaz publicó La herida, la segunda aventura del agente de inteligencia Remil, que continúa la historia de El puñal.
En 2017 ingresó en la Academia Argentina de Letras, donde ocupa el sillón Juan Bautista Alberdi.
En mayo de 2019 le otorgaron la Orden Caballero Granadero de los Andes por La logia de Cádiz, novela sobre el Regimiento de Granaderos a Caballo.
En noviembre de 2020 publicó la tercera novela de Remil: La traición, que en tres meses vendió 60 mil ejemplares. Se completa así, por el momento, la trilogía iniciada por El puñal y La herida. Se trata de la saga policial más exitosa de la historia literaria argentina.
En 2021 fue distinguido como Personalidad Destacada de la Cultura por la Legislatura de la Ciudad de Buenos Aires. Durante ese acto, Juan José Sebreli dijo: «Fernández Díaz es un faro, un intelectual cuya elegante sencillez discursiva le confiere un inusitado valor en la lucha contra el autoritarismo».
A fines de abril de ese mismo año, Jorge Fernández Díaz publicó Una historia argentina en tiempo real, su primer ensayo político sobre la colonización populista y la resistencia republicana en la Argentina.
En marzo de 2024, publicó su novela Cora, que presenta un nuevo personaje: una detective especializada en infidelidades y sentimientos. Se transformó de inmediato en best seller.
En 2024, fue elegido miembro correspondiente de la Academia Norteamericana de la Lengua Española.
El 7 de enero de 2025 fue elegido ganador del Premio Nadal de Novela con El secreto de Marcial.
A comienzos de 2025, Fernández Díaz fue nombrado como uno de los diez periodistas más influyentes de la Argentina por sexta vez en un ranking confeccionado por la consultora Poliarquía.
Jorge Fernández Díaz fue galardonado con el Premio Nadal en su 81ª edición con la novela El secreto de Marcial.

## Obras
Novelas
- Alguien quiere ver muerto a Emilio Malbrán (1987). Editorial Nueva América. Colección La Abeja Africana.
- El Dilema de los próceres: Sherlock Holmes y el misterio del argentino enmascarado (1997). Editorial Sudamericana. ISBN 978-950-07-1273-6
- Mamá, una historia íntima (2002). Editorial Sudamericana. ISBN 978-950-07-2277-3
- Fernández (2006). Editorial Sudamericana. ISBN 978-950-07-2719-8
- La logia de Cádiz (2008). Planeta. ISBN 978-950-49-1982-7.
- La segunda vida de las flores (2009). Editorial Sudamericana. ISBN 978-950-07-3107-2
- El Puñal (2014). Editorial Planeta. ISBN 9789504942429
- La Herida (2017). Editorial Planeta. ISBN 9789504960317
- La Traición (2020). Editorial Planeta. ISBN 9789504971627
- Cora (2024). Editorial Planeta. ISBN 9789504985402
- El secreto de Marcial (2025). Ediciones Destino. ISBN 9789507326424

Investigación periodística
- El hombre que se inventó a sí mismo (1993). Editorial Sudamericana. ISBN 978-950-07-0829-6

Crónicas y cuentos
- Corazones desatados (2007). Editorial Sudamericana. ISBN 978-950-07-2870-6
- La hermandad del honor (2010). Editorial Planeta. ISBN 978-950-07-3107-2
- Las mujeres más solas del mundo (2012). Editorial Ci Capital Intelectual. ISBN 9789876143462
- Te amaré locamente (2016). Editorial Planeta. ISBN 9789504949688

Ensayo
- Una historia argentina en tiempo real (2021). Editorial Planeta. ISBN 9789504970804

Otros libros
- Terror. Antología (2013). Editorial Planeta. ISBN 9789504930198
- Diez lugares contados II (2019), con un relato de Jorge Fernández Díaz. Planeta. ISBN 978-950-49-6485-8

## Premios
- Medalla de la Hispanidad (2003).[42]
- Premio Konex de Platino 2007 y 2017 en la categoría redacción periodística[43]
- Premio Atlántida (2009), por mejor tarea informativa en prensa escrita.[44]
- Medalla del Bicentenario (2010) a su labor periodística y literaria.[45][46][47]
- Cruz de la Orden de Isabel la Católica (2012) por sus aportes a la cultura[48]
- Martín Fierro al Mejor Programa Nocturno en AM 2016 y 2019, por su ciclo radial Pensándolo bien.[49] Y Martín Fierro al Mejor Analista Político en 2024.[50]
- Laurel de Plata a la Personalidad del Año 2016, entregado por el Rotary Club de Buenos Aires.[51]
- Premio Esteban Echeverría en Narrativa (2016), otorgado por la asociación Gente de Letras.[52]
- Premio Libertad, de la Fundación Libertad, de Rosario (2021).
- Personalidad Destacada en el ámbito de la cultura (2022), entregado por la Legislatura porteña.[53]
- Premio Cruz de la Victoria (2025).[54]
- Premio Nadal de novela (2025)
- Premio Mariano de Cavia (2025)[55]
- Pluma de Honor de la Academia Nacional de Periodismo (2025).[56]